# 布惠朱區
布惠朱區是非洲中部國家烏干達的111個區之一，由西部區負責管轄，首府是布惠朱，距離首都坎帕拉約310公里和姆巴拉拉約60公里，2002年人口估計為82,900。

## 外部連結
- Buhweju District Homepage
- Satellite Map of Buhweju District At Maplandia.com （页面存档备份，存于）

00°21′S 30°18′E / 0.350°S 30.300°E